# Thagria multicalcara
Thagria multicalcara är en insektsart som beskrevs av Nielson 1977. Thagria multicalcara ingår i släktet Thagria, och familjen dvärgstritar. Inga underarter finns listade.